# 西明寺城
西明寺城（さいみょうじじょう）は、栃木県芳賀郡益子町にあった中世の日本の城。宇都宮氏の家臣益子氏の居城だった。別名高館城。

## 歴史・沿革
西明寺城の起源は、西明寺のある高館山に京都から移住してきた紀氏（後の益子氏）が本拠を構えた事から始まった。
南北朝時代には、『結城文書』に「伊佐中郡御城、西明寺城、当城候」と記されており、関城、大宝城、伊佐城、伊佐中郡御城などと並んで、関東六城の一つに数えられ南朝方の最北端の拠点であった。その後、北朝方の攻撃を何度か耐えたが、1352年（正平7年）に関東六城の中で最後に落城した。
戦国時代に入ると、益子氏は一族内で内紛が続発し、衰退への道を歩むことになる。また、主家の宇都宮氏から離反と帰順を繰り返すようになった。
1590年（天正18年）、業を煮やした主君宇都宮国綱は大規模な討伐を実行し、益子家宗を誅殺して益子氏の領地を没収した。この際に廃城となる。

## 構造
西明寺城跡は現在、西明寺の寺域となっている。本堂脇の遊歩道を登っていくと本丸跡に展望台が設置されている。また、空堀なども散見される。